# Sanja Vlahović
Sanja Vlahović (kyrillisch Сања Влаховић; * 6. September 1973 in Bar) ist eine montenegrinische Ökonomin und Politikerin.

## Leben
Sanja Vlahović studierte Management an der Universität Belgrad, wo sie 2006 promoviert wurde. Sie lehrt als außerordentliche Professorin an der Tourismus-Fakultät der privaten Mediterran-Universität. Bis 2011 war sie Vorsitzende des Aufsichtsrates der Nationalen Tourismusorganisation Montenegros.
Sie ist Mitglied der Demokratska Partija Socijalista Crne Gore und gehört dem Vorstand ihrer Partei an. Seit Januar 2011 ist sie Wissenschaftsministerin von Montenegro.

## Veröffentlichungen
- Liderstvo u savremenim organizacijama (Menschenführung in heutigen Organisationen). 2008, ISBN 978-86-495-0355-7